# T71 (танк)
T71 — проект американского лёгкого авиадесантного танка. Разрабатывался в 1951—1953 годах для замены М41 Уокер Бульдог. К 1953 году было предложено 3 варианта на замену. Эти 3 варианта были разработаны Detroit Arsenal, Cadillac и Aircraft Armaments.

## История
В 1952 году «Армейский Комитет по боеприпасам» дал общие требуемые характеристики для замены M41. Первоначально предполагалась максимальная масса 20 тонн и требование о пушке калибра 90 мм. Позже это требование было изменено на ограничение веса в 18 тонн и на 76-миллиметровую пушку, что позволило бы быстрее заменить ствол.
После того как выяснилось, что СССР разработали и начали выпускать плавающий танк ПТ-76, проект танка T71 был свёрнут в пользу танка M551 Шеридан.

## Описание конструкции

### Броневой корпус и башня
T71 имел качающуюся башню и вторую башню, установленную на предыдущей башне; первая башня имела основное вооружение 76-мм M1A2 или 76-мм T185; вторая «мини-турель» имела вторичное вооружение американского GPMG.

### Вооружение
У T71 был выбор между двумя орудиями: 76-мм M1A2 или 76-мм T185. Оба орудия использовали систему автоматического заряжания, которая выигрывает от легкости, низкого профиля, более высокой скорострельности и меньшего количества членов экипажа. Однако это означало, что командиру и наводчику пришлось бы вручную заряжать магазин после того, как снаряды были в магазине, что сделало машину очень уязвимой при перезарядке. Относительно небольшой калибр орудия также был весьма неэффективен против толстой брони, такой как советский тяжелый танк серии «ИС».

### Двигатель и трансмиссия
На T71 предлагалось установить двигатель Continental AOI-628

### Ходовая часть
Раздельная подвеска колес облегчила прохождение сложной местности. Его предлагали использовать в качестве вооруженной разведывательной машины, только благодаря небольшому весу танка и, следовательно, более высокой скорости.

## Модификации
Из десяти предложенных проектов на рассмотрение были взяты только три:
- T71 DA — проект от компании Detroit Arsenal. Имел массу в 18 тонн, качающуюся башню и систему автоматического заряжания (90-мм пушку заменили на 76-мм от М41), имелся «щучий нос», двигатель имел мощность в 340 л. с.
- T71 CMCD — проект от компании Cadillac Motor Car Division. Имел массу немного меньшую чем 18 тонн, обычную башню и систему автоматического заряжания (90-мм пушку заменили на 75,6-мм от М41), лобовая броня была прямой и под наклоном, двигатель был схож с проектом Detroit Arsenal.
- T71 AAI — проект от компании Aircraft Armaments, Inc.. Имел массу в 16,8 тонн, вооружение — 76-мм T185E1, + пулемёты 1 × 12,7-мм M2HB и 2 × 7,62-мм M37. Именно он позже и пошёл в серию, но уже под обозначением T92.